# Aleš Jakubec
Aleš Jakubec (* 19. března 1976 Prostějov) je český politik a vysokoškolský pedagog, v letech 2020 až 2024 zastupitel a radní Olomouckého kraje, v letech 2010 až 2018 zastupitel města Olomouc (v letech 2010 až 2014 také radní města a v letech 2014 až 2018 pak náměstek primátora), člen TOP 09.

## Život
Narodil se v Prostějově, dětství strávil v nedaleké vesnici Výšovice. Od svých 18 let, kdy začal studovat učitelský obor tělesná výchova a biologie na Fakultě tělesné kultury Univerzity Palackého, žije v Olomouci. Promoval v roce 1999 a získal titul Mgr. Po ročním pobytu v USA absolvoval postgraduální studium v oboru kinantropologie se specializací na fyziologii zátěže na FTK UP v Olomouci (získal tak titul Ph.D.). Stěžejní stáží byl pro něj semestrální studijní pobyt na Katolické univerzitě v belgické Lovani.
Od roku 2003 působí jako vysokoškolský učitel na Fakultě tělesné kultury Univerzity Palackého v Olomouci.
Angažuje se jako člen České společnosti tělovýchovného lékařství (od 2006), člen "Klubu amatérských cyklistů" (od 2006) či místopředseda občanského sdružení "Pohyb a zdraví současně" (od 2008). Od roku 2011 je také místopředsedou představenstva akciové společnosti Výstaviště Flora Olomouc.
Aleš Jakubec je ženatý a má dvě děti. Žije ve městě Olomouc, konkrétně v části Nová Ulice. Ve volném čase sportuje a kromě cyklistiky a volejbalu se pravidelně účastní Olomouckého půlmaratonu.
Aleš Jakubec je také autorem mnoha publikací se sportovním a lékařským zaměřením.

## Politické působení
V komunálních volbách v roce 2002 byl zvolen jako nezávislý na kandidátce subjektu "Sdružení nezávislých kandidátů - 2002" zastupitelem obce Výšovice na Prostějovsku. Mandát však v dalších volbách neobhajoval.
V roce 2009 se stal členem TOP 09, v současnosti působí jako krajský předseda strany v Olomouckém kraji. V komunálních volbách v roce 2010 byl zvolen zastupitelem města Olomouc, když vedl kandidátku TOP 09 v prvním obvodu. V listopadu 2010 se stal neuvolněným radním města. Ve volbách v roce 2014 mandát zastupitele města obhájil, když vedl tamní kandidátku TOP 09. V listopadu 2014 se stal náměstkem primátora města s kompetencemi: odbor koncepce a rozvoje, odbor životního prostředí, Zoologická zahrada Olomouc. Do jeho působnosti patřilo také Centrum ekologických aktivit Sluňákov. Ve volbách v roce 2018 obhajoval jako člen TOP 09 mandát zastupitele města z pozice lídra kandidátky subjektu "TOP 09 a nezávislí", ale neuspěl. Skončil tak rovněž v pozici náměstka primátora. Zvolen nebyl ani v komunálních volbách v roce 2022 na kandidátní listině SPOLU, stal se však druhým náhradníkem.
V krajských volbách v roce 2012 kandidoval za TOP 09 na kandidátce subjektu "TOP 09 a Starostové pro Olomoucký kraj", ale neuspěl. Do krajského zastupitelstva se mu nepodařilo dostat ani ve volbách v roce 2016 na samostatné kandidátce TOP 09.
Ve volbách do Poslanecké sněmovny PČR v roce 2013 kandidoval za TOP 09 v Olomouckém kraji, ale neuspěl. Ve volbách v roce 2017 byl lídrem TOP 09 v Olomouckém kraji, ale neuspěl. Na 5. sněmu strany v listopadu 2017 byl zvolen členem předsednictva strany, získal 148 hlasů. Funkci zastával do listopadu 2019.
V krajských volbách v roce 2020 byl z pozice člena TOP 09 zvolen zastupitelem Olomouckého kraje, a to na kandidátce subjektu „Spojenci - Koalice pro Olomoucký kraj (KDU-ČSL, TOP 09, Strana zelených, ProOlomouc)“. Na konci října 2020 se stal radním kraje, na starosti dostal oblast školství. Ve volbách v roce 2024 obhajoval z pozice člena TOP 09 mandát zastupitele Olomouckého kraje, a to na kandidátce subjektu „Spojenci24 s vámi (KDU-ČSL, TOP 09, Strana zelených, Nestraníci)“, ale neuspěl. Mandát krajského zastupitele se mu nepodařilo obhájit.
Ve sněmovních volbách v roce 2025 kandiduje z 12. místa kandidátní listiny koalice SPOLU v Olomouckém kraji.